# Boeri Lake
Boeri Lake är en sjö i Dominica.   Den ligger i parishen Saint David, i den södra delen av landet, 8 km nordost om huvudstaden Roseau. Boeri Lake ligger 724 meter över havet. Den ligger på ön Dominica. I omgivningarna runt Boeri Lake växer i huvudsak städsegrön lövskog.